# باشگاه فوتبال سن-اتین
باشگاه فوتبال سن-اِتیِن (به فرانسوی: Association Sportive de Saint-Étienne Loire) یک باشگاه فوتبال در شهر سن-اتین می‌باشد که در لیگ ۱ فرانسه بازی می‌کرد. این تیم در پایان فصل ۲۲–۲۰۲۱ به لیگ ۲ فرانسه سقوط کرد و در ۲۰۲۴ دوباره به لیگ ۱ فرانسه صعود کرد.
این باشگاه در سال ۱۹۱۹ تأسیس شده‌است. سن اتین با کسب ۱۰ قهرمانی بعد از پاری سن ژرمن پرافتخارترین تیم‌ لیگ یک فرانسه هست .

## افتخارات

### داخلی
- لیگ ۱
  - قهرمان (۱۰): ۱۹۵۶–۵۷, ۱۹۶۳–۶۴, ۱۹۶۶–۶۷, ۱۹۶۷–۶۸, ۱۹۶۸–۶۹, ۱۹۶۹–۷۰, ۱۹۷۳–۷۴, ۱۹۷۴–۷۵, ۱۹۷۵–۷۶, ۱۹۸۰–۸۱
  - نایب قهرمان: ۱۹۴۵–۴۶, ۱۹۷۱–۷۲, ۱۹۸۱–۸۲
- لیگ ۲
  - قهرمان (۳): ۱۹۶۲–۶۳, ۱۹۹۸–۹۹, ۲۰۰۳–۰۴
- جام حذفی فوتبال فرانسه
  - قهرمان (۶): ۱۹۶۱–۶۲, ۱۹۶۷–۶۸, ۱۹۶۹–۷۰, ۱۹۷۳–۷۴, ۱۹۷۴–۷۵, ۱۹۷۶–۷۷
  - جام اتحادیه باشگاه‌های فرانسه
  - قهرمان: ۲۰۱۳
  - سوپر جام فوتبال فرانسه
  - قهرمان (۵): ۱۹۵۷, ۱۹۶۲, ۱۹۶۷, ۱۹۶۸, ۱۹۶۹
- Coupe Charles Drago
  - قهرمان: ۱۹۵۵, ۱۹۵۸